# Air Force One
 Ovo je glavno značenje pojma Air Force One. Za film iz 1997. pogledajte Air Force One (film).
Air Force One je pozivni signal kontrole leta svakog zrakoplova Ratnog zrakoplovstva SAD-a (USAF) koji prevozi Predsjednika SAD-a. Od 1990. godine, predsjednička flota sastoji se od dva posebno uređena zrakoplova serije Boeing 747-200B – repnih kodova "28000" i "29000" – koji nose oznaku Američkog ratnog zrakoplovstva "VC-25A". 
Zrakoplov Ratnog zrakoplovstva SAD-a koji prevozi potpredsjednika SAD ima pozivni znak Air Force Two.

## Poveznice
- Marine One